# Annika Banfield
Britt Annika Banfield, nata Skoglund (Göteborg, 18 novembre 1952), è una scrittrice, produttrice cinematografica e editrice svedese naturalizzata britannica, nota in Europa per i suoi primi romanzi in tema sociale, il più famoso dei quali è Vita di Marie L..
Dal 1991 è anche una consulente.

## Biografia
Annika Skoglund è nata a Göteborg, porto principale della Svezia, il 18 novembre 1952. Nella seconda metà del XX secolo era sicuramente la più precoce autrice del mondo: a sedici anni aveva pubblicato con la casa editrice Bonnier tre romanzi, il terzo dei quali, Quindici anni, le ha dato una certa notorietà anche oltre i confini svedesi dove ha suscitato dibattiti e discussioni nelle scuole e tra gli studiosi dei problemi dei giovani. Si è sposata con un inglese e si è trasferita a Hastings.
Nel romanzo immediatamente successivo a Quindici anni, Vita di Marie L. (1974), si racconta la storia ispirata alla reale tragedia della breve vita di Marie Lundberg (1951 - 1969), morta per un eccesso di droga. Il libro è stato pubblicato con Georg Bitter, tradotto in italiano da Giuliana Boldrini (Roma, Editori Riuniti, 1977) e in altre lingue di paesi nei quali, non essendo uno dei tradizionali libri per la gioventù, ha riscosso un immediato successo, tale che, a tutt'oggi, è un capolavoro della letteratura per ragazzi europea.
La casa editrice fondata da Annika è la BCBooks AB.
Come produttrice è nota per il film documentario svedese Spirits for Sale (2007).

## Libri noti in Italia
- Quindici anni (Bara en tonåring), scritto nel 1968
- Vita di Marie L. (Glaube, Hoffnung und Liebe der Marie L.), Recklinghausen, Georg Bitter, 1975; Roma, Editori Riuniti, 1977